# 4120 Denoyelle
4120 Denoyelle eller 1985 RS4 är en asteroid i huvudbältet som upptäcktes den 14 september 1985 av den belgiske astronomen Henri Debehogne vid La Silla-observatoriet. Den är uppkallad efter den belgiske astronomen Jozef Denoyelle.
Asteroiden har en diameter på ungefär 14 kilometer.